# 4904 Makio
Makio (asteróide 4904) é um asteróide da cintura principal, a 2,0752339 UA. Possui uma excentricidade de 0,1310574 e um período orbital de 1 348,04 dias (3,69 anos).
Makio tem uma velocidade orbital média de 19,27324087 km/s e uma inclinação de 10,10996º.
Este asteróide foi descoberto em 21 de Novembro de 1989 por Yoshikane Mizuno, Toshimasa Furuta.
O seu nome é uma homenagem ao astrónomo japonês Makio Akiyama.